# Viktor Lowenfeld
Viktor Lowenfeld (1903–1960) fue un profesor  en la Universidad Estatal de Pensilvania, que ayudó a definir y desarrollar el campo de la educación artística en los Estados Unidos.

## Sus comienzos e influencias
Lowenfeld nace en Linz, Austria, en el seno de una familia judía. Estudió Arte y Psicología. Cuando aún no había acabado sus estudios, trabajó en el Instituto para ciegos. Sigmund Freud leyó un artículo sobre el trabajo de Lowenfeld con los ciegos, y le hizo una visita a su instituto. Como resultado, Lowenfeld se implicó más seriamente en la investigación científica, elaborando sus ideas sobre los usos terapéuticos de las actividades creativas

## Carrera en América
Cuando Alemania invadió Austria en 1938, la familia Lowenfeld huyó a Inglaterra y más adelante a los Estados Unidos, donde conoció a Victor D´Amico, el director de educación en el Museo de Arte Moderno de Nueva York. Gracias a él, Lowenfeld entró en contacto con los círculos de la educación artística de la ciudad. Durante los años de guerra, Lowenfeld dio clase de Psicología en el Instituto Hampton de Virginia. En 1945 fue nombrado presidente de educación artística en la Universidad Estatal de Pensilvania, posición que ocuparía hasta su muerte. 
En 1947 publicó Creative and Mental Growth , que se convirtió en el libro más influyente en educación artística durante la última mitad del siglo XX. Este libro describía las características de las producciones artísticas de los niños en cada edad: 
'Etapa del garabato (de los 2 a los 4 años)'
En esta etapa no hay una auténtica motivación para representar objetos o personas sino simplemente una motivación hacia el movimiento. Lowenfeld profundiza en esta etapa hablando de hasta tres tipos diferentes de garabateos: 
Etapa del garabateo desordenado
El niño comienza a garabatear en torno a los 18 meses. Estos primeros dibujos no tienen  sentido ni representan nada, y son desordenados, porque el niño aún no tiene ningún control sobre sus movimientos. Cuando dibuja, el niño hace movimientos burdos, y al dibujar mueve todo el brazo. Es común que el niño ni siquiera atienda cuando dibuja. En este momento, el niño aún no muestra ningún interés por el color.
Etapa del garabateo controlado
El niño se va dando cuenta de cómo sus movimientos afectan al papel y se siente atraído al comprobar como su movimiento afecta a su entorno. En este momento al niño ya le atraen los cambios de color cuando garabatea.
Etapa del garabateo con nombre
Esta etapa es similar a la que Georges-Henri Luquet llamaba etapa del Realismo Fortuito. El niño observa los garabatos y les busca un significado: “eso es una casa”, “ese es un niño”. Pero esta explicación es a posteriori; el niño no intentaba dibujar eso y no hay concordancia de color (por ejemplo, lo que ha dibujado con su lapicero rojo dice que es un árbol). 
Etapa preesquemática (de los 4 a los 7 años)
El niño se siente tan atraído hacia el dibujo que puede llegar a concentrarse en la tarea durante media hora. El niño comienza a elaborar esquemas en sus dibujos. En este momento por primera vez intenta reflejar algo. Aquello en lo que por primera vez siente interés es en la figura humana, y la manera en lo que lo representa es en los llamados “renacuajos”, que muchas veces son una cabeza de la que surgen dos piernas largas. La importancia que le da a la cabeza viene de que el niño lo relaciona con los principales sentidos, con la alimentación y con el reconocimiento de la cara de los seres queridos. Al principio los rostros y los dibujos tienen pocos elementos, y poco a poco los va aumentando de forma progresiva. Esta es una característica típica de esta etapa, la adición de elementos.
Etapa esquemática (de los 7 a los 9 años)
Los dibujos representan el concepto del objeto para el niño. Aun así, algunos dibujos se asemejan más que otros a la realidad. Esto dependerá de su experiencia personal. Trata de representar el objeto tal cual es, incluidos los colores.
Etapa del realismo (de los 9 a los 12 años) 
Hacia los 9 años la representación esquemática y las líneas geométricas no bastarán para permitir que el niño se exprese; intenta ahora enriquecer su dibujo y adaptarlo a la realidad. El dibujo es más natural. Es la edad de la pandilla, una época en que sus pares (sus iguales) adquieren una gran importancia. Descubren su independencia social. Los chicos disfrutan con sus reuniones y códigos propios, en ese mundo lleno de emociones que los mayores no comprenden.
Etapa del pseudonaturalismo(de los 12 a los 13 años)
El producto final adquiere cada vez más importancia. El dibujo ya tiene una perspectiva espacial, y el dibujo del cuerpo adquiere un mayor significado, aumentando las características sexuales en el dibujo. 
Etapa de la decisión (de los 13 a los 14 años)
El niño decide cuál técnica desea perfeccionar y elige una, según el producto que desea obtener. Lo dibujado demuestra sentimientos (impresionismo sensorial).

## Síntesis de las etapas del desarrollo creativo de Viktor Lowenfeld
#1 El garabato - Los comienzos de la autoexpresión (2 a 4 años)
#2 Etapa pre-esquemática - Primeros intentos de representación (4 a 7 años) 
#3 Etapa esquemática - La obtención de un concepto de la forma (7 a 9 años)
#4 Los comienzos del realismo – adaptar el dibujo a la realidad (9 a 12 años)
#5 Pseudonaturalismo - Importancia del producto final (12 a 13 años)
#6 La decisión – Perfeccionamiento en una o más actividades (a partir de los 13 o 14 años)